# Sapium cuneatum
Sapium cuneatum là một loài thực vật có hoa trong họ Đại kích. Loài này được Griseb. miêu tả khoa học đầu tiên năm 1859.